# Miss Polonia 2024
Miss Polonia 2024 – 45. edycja konkursu piękności Miss Polonia. Gala finałowa odbyła się 28 czerwca 2024 w Warszawie.
Galę poprowadzili Krystyna Sokołowska i Robert Stockinger. W trakcie imprezy wystąpili Natasza Urbańska, Igor Herbut i Janek Górka.
Miss Polonia 2024 została Maja Klajda z Łęcznej.
Szereg finalistek Miss Polonia 2024 reprezentował Polskę na konkursach międzynarodowych. Klajda uczestniczyła w finale Miss World 2025, zdobywając III miejsce. Julia Zawistowska pojechała na konkurs Miss Earth 2024, trafiając do pierwszej dwudziestki z tytułem Miss People’s Choice Aleksandra Wielogórska uczestniczyła z kolei w Miss Grand International 2024, a Laura Brzezińska wzięła udział w Miss Intercontinental 2024.

## Rezultaty

### Główne wyróżnienia
| Tytuł             | Laureatka                                                                    |
| ----------------- | ---------------------------------------------------------------------------- |
| Miss Polonia 2023 | Maja Klajda                                                                  |
| I Wicemiss        | Agata Kwiecień                                                               |
| II Wicemiss       | Emily Reng                                                                   |
| Top 5             | Laura Brzezińska Aleksandra Wielogórska                                      |
| Top 10            | Julia Jakubiak Anna Szaniawska Anita Sawicka Julia Baranek Karolina Orłowska |

### Nagrody specjalne
| Tytuł                         | Laureatka              |
| ----------------------------- | ---------------------- |
| Miss Piękna z Przesłaniem     | Julia Zawistowska      |
| Miss Publiczności             | Natalii Bilik          |
| Nagroda firmy Alfaparf Milano | Aleksandra Wielogórska |

## Finalistki
| Nr | Kandydatka              | Wiek | Wzrost | Województwo         | Miejscowość  |
| -- | ----------------------- | ---- | ------ | ------------------- | ------------ |
| 1  | Paulina Wykowska        | 25   | 166 cm | Podlaskie           | Łomża        |
| 2  | Julia Baranek           |      | 166 cm | Polonia amerykańska | Chicago      |
| 3  | Joanna Płochów          | 21   | 174 cm | Mazowieckie         | Warszawa     |
| 4  | Natalia Bilik           | 20   | 170 cm | Śląskie             | Chorzów      |
| 5  | Marlena Lekowska        | 24   | 170 cm | Podkarpackie        | Rzeszów      |
| 6  | Natalia Radkowski       |      | 171 cm | Polonia amerykańska | Chicago      |
| 7  | Angelika Barczak        | 25   | 171 cm | Lubelskie           | Lublin       |
| 8  | Weronika Duda           | 24   | 171 cm | Podkarpackie        | Rzeszów      |
| 9  | Julia Jakubiak          | 22   | 171 cm | Podlaskie           | Łomża        |
| 10 | Emily Reng              |      | 172 cm | Polonia amerykańska | Chicago      |
| 11 | Bożena Worono           | 24   | 172 cm | Mazowieckie         | Warszawa     |
| 12 | Aleksandra Podlaszewska | 21   | 173 cm | Łódzkie             | Grotniki     |
| 13 | Agata Kwiecień          | 23   | 173 cm | Świętokrzyskie      | Pińczów      |
| 14 | Aleksandra Wielogórska  | 19   | 173 cm | Mazowieckie         | Warszawa     |
| 15 | Karolina Orłowska       | 21   | 174 cm | Łódzkie             | Skierniewice |
| 16 | Anna Szaniwska          | 18   | 174 cm | Mazowieckie         | Garwolin     |
| 17 | Karolina Jamka          | 23   | 174 cm | Małopolskie         | Kraków       |
| 18 | Anita Sawicka           | 24   | 176 cm | Pomorskie           | Gdańsk       |
| 19 | Kinga Szurc             | 24   | 176 cm | Warmińsko-mazurskie | Gołdap       |
| 20 | Julia Guźniczak         | 24   | 177 cm | Wielkopolskie       | Jarocin      |
| 21 | Roksana Rózga           | 21   | 177 cm | Łódzkie             | Pabianice    |
| 22 | Julia Zawistowska       | 23   | 177 cm | Podlaskie           | Białystok    |
| 23 | Maja Klajda             | 21   | 178 cm | Lubelskie           | Łęczna       |
| 24 | Laura Brzezińska        | 24   | 179 cm | Warmińsko-mazurskie | Olecko       |